# ベッツィ・デヴォス
エリザベス・"ベッツィ"・デヴォス　(英語: Elisabeth "Betsy" DeVos、1958年1月8日 - ) は、アメリカ合衆国の資産家、実業家、篤志家、教育活動家。
ドナルド・トランプ政権にて第11代アメリカ合衆国教育長官を務めた。ミシガン共和党内の様々な社会的・文化的・政治的活動で指導的地位にあり、ミシガン共和党委員長も数年間経験するなど多くの役職に就いていた。またウィンドクェスト・グループ、ディック・アンド・ベッツィ・デヴォス・ファミリー財団、アメリカン・フェデレーション・フォー・チルドレンの代表でもあり、ジョン・F・ケネディ・センター内のデヴォス芸術管理研究所の理事も務めている。長年の共和党献金者で、2016年アメリカ合衆国大統領選挙で共和党の候補に320万ドル（2017年2月現在の為替レートで約3億6000万円）を寄付したとされる。

## 経歴

### 私生活
1958年1月8日にミシガン州ホランドで、ドイツ系で実業家の億万長者であるエルザ・プリンスとエドガー・プリンスの娘としてエリザベス・プリンスの出生名で成長する。弟はブラックウォーターUSAの創業者で有名なエリック・プリンスであった。ミシガン州ホランドのホランド・キリスト教学校で学ぶ。ミシガン州のグランドラピッズに所在するカルバン大学で文学士（BA）を得た。大学ではキャンパス政策に関わったと語る。1980年代にディック・デヴォスと結婚している。ディックはアムウェイ創業家の御曹司で、その親会社であるアルティコアを1993年から2002年まで経営し、2006年には共和党からミシガン州知事候補として2006年に出馬した経歴を持つ。デヴォス一家はミシガン州で最も富裕な家族であった。

### アメリカ合衆国教育長官
2016年11月23日にドナルド・トランプ次期大統領により、次期教育長官に指名された事が発表された。アメリカ合衆国上院の公聴会では、公立学校に関わった経験が少ないことが指摘され、民主党から低所得層に不利な形での学校民営化を支持している・基本的な教育法や教育問題を理解していない・自身の投資との間で利益相反が生じる恐れなどが指摘され、委員会では2017年1月31日に賛成12・反対11と僅差の採決であった。2017年2月7日にアメリカ合衆国上院において賛成50対反対50の同数だったが、マイク・ペンス副大統領の議長決裁票で辛うじて承認された。閣僚の指名に副大統領の議長採決票が使われたのは史上初めてである。そしてこの日をもって第11代アメリカ合衆国教育長官に就任した。
2021年1月7日にトランプ大統領の支持者が連邦議会議事堂を占拠した事件を受け、トランプ大統領に「あなたのレトリックが今回の事態に影響を与えたことは間違いない」と記した書簡を送り、8日付けでの辞任を表明した。